# Lenguas songhay
Las lenguas songhay (también songhai, songay, songai) son un grupo de lenguas y dialectos estrechamente relacionados que se concentran alrededor del río Níger. Ampliamente usadas como lengua franca debido principalmente a la influencia que tuvo en la Edad Media el Imperio songhay. Los autoglotónimos usados por los songhay son soŋai y soγoi y variantes de los mismos.

## Clasificación
Tradicionalmente las lenguas songai forman un complejo dialectal formado por una decena de variedades lingüísticas, algunas de las cuales son mutuamente inteligibles entre sí. Desde el punto de vista de la inteligibilidad mutua la mayoría de autores considera que existen dos grupos de dialectos o lenguas diferentes, el songhai septentrional y el songhai meridional.

### Clasificación interna
Los orígenes de las lenguas songai, su expansión histórica y su clasificación interna han sido objeto de discusión durante décadas. El problema se complica por los préstamos léxicos internos en la familia cuya direccionalidad a veces es complicada de establecer. Una clasificación en uso por cierto tiempo fue la que dividía a estas lenguas en un grupo septentrional y un grupo meridional. Sin embargo, una de las clasificaciones más recientes L. Souag (2012) basada en un análisis cladístico y el examen de las correspondencias fonéticas, abandona la antigua división meridional como subgrupo filogenético posible. De acuerdo con la clasificación de Souag las lenguas songai se clasifican de esta manera:
- Songai septentrional, que presenta una fuerte influencia del bereberes hablados en el Sáhara. A pesar de que el tamasheq parece ser el idioma que más influencia ha tenido en la mayoría de las lenguas del grupo, el korandje parece haber sido influido más por los dialectos bereberes septentrionales. Incluye:
  - Kwarandzyey (Korandjé), hablado en Tabelbala cerca de la frontera en Marruecos y Argelia.[2]
  - Tasawaq, hablado en In-Gall (Níger),[3] que incluye al emgheesie, dialecto extinto de Agadez[4]
  - Tadaksahak, hablado por nómadas en Malí y Níger[5]
  - Tagdal, hablado por nómadas en Níger[6]
- Songai occidental,
  - Koyra Chiini, hablado en la región de Tombuctú (Mali)[7]
  - Djenné Chiini, hablado en Djenné (Malí)[8]
- Songai oriental
  - Koyraboro Senni, con 400.000 hablantes en la región de Gao (Malí)[9]
  - Humburi Senni, hablado en Hombori (Malí)[10]
  - Tondi Songway Kiini (Kikara, Mali),[11]
  - Kaado (Níger, muy similar al Zarma),[12]
  - Zarma (o zerma o djerma), lengua con 2 millones de hablantes, hablada en Níger.[13] Dentro de esta lengua se incluiría al "Dendi rivereño" de Níger, que es extremadamente similar al zarma.[14]
  - Dendi, hablado en Djougou y Kandi (Benín), que presenta un afuerte influencia bariba[15]

Existen numerosos manuscritos en lenguas songhay, principalmente en Tombuctú, todos escritos en escritura árabe. Actualmente se usa el alfabeto latino para escribir estas lenguas.

### Relación con otras lenguas
Las clasificaciones de las lenguas songhay van desde los autores que la consideran una macrolengua aislada o familia cuasiaislada, a la opinión más extendida que forma parte de las lenguas nilo-saharianas. Aún para los autores que aceptan esta segunda posibilidad como más probable, la relación del songhay con el resto de lenguas nilo-saharinas es bastante lejana.

## Comparación léxica
Los numerales en las diversas variantes songhay son:
| GLOSA | Korandje | Tadaksahak | Dendi   | Koyra | Zarma  | PROTO- SONGAI |
| ----- | -------- | ---------- | ------- | ----- | ------ | ------------- |
| 1     | affu     | affo       | afɔ     | foo   | àfó    | *(a)fo        |
| 2     | jnka     | hiŋka      | ahinka  | hiŋka | ìhíŋka | *hiŋka        |
| 3     | jnzʕa    | (kaarʕad)  | ahinza  | hinʤa | ìhíza  | *hinza        |
| 4     | (rʕəbʕa) | (akkoz)    | ataki   | taaʧi | ìtaaʧí | *taaki        |
| 5     | (χəmsa)  | (ʃammuʃ)   | agu     | guu   | ìgú    | *gu           |
| 6     | (sətta)  | (ʃaadiʃ)   | ayidu   | iddu  | íddù   | *idu          |
| 7     | (sətta)  | (iʃʃá)     | ayiye   | iiye  | íjjè   | *iye          |
| 8     |          | (iţţam)    | ayiyaka | yaaha | àháķku | *yaka         |
| 9     |          | (ţaasá)    | ayiga   | yagga | jægga  | *yægga        |
| 10    |          | (maará)    | aweyi   | wey   | íweɪ   | *wey-         |
Los términos entre paréntesis son préstamos léxicos del árabe o del bereber (en korandje los préstamos son del árabe, y en tadaksahak del bereber).